# Сен-Мартен-де-Саллан
Сен-Марте́н-де-Салла́н (фр. Saint-Martin-de-Sallen) — коммуна во Франции, находится в регионе Нижняя Нормандия. Департамент коммуны — Кальвадос. Входит в состав кантона Эвреси. Округ коммуны — Кан.
Код INSEE коммуны — 14628.

## Население
Население коммуны на 2010 год составляло 597 человек.
| 1962 | 1968 | 1975 | 1982 | 1990 | 1999 | 2010 |
| ---- | ---- | ---- | ---- | ---- | ---- | ---- |
| 562  | 552  | 467  | 467  | 457  | 456  | 597  |

## Экономика
В 2010 году среди 370 человек трудоспособного возраста (15—64 лет) 272 были экономически активными, 98 — неактивными (показатель активности — 73,5 %, в 1999 году было 72,0 %). Из 272 активных жителей работали 259 человек (141 мужчина и 118 женщин), безработных было 13 (7 мужчин и 6 женщин). Среди 98 неактивных 32 человека были учениками или студентами, 40 — пенсионерами, 26 были неактивными по другим причинам.